# 小菱形骨

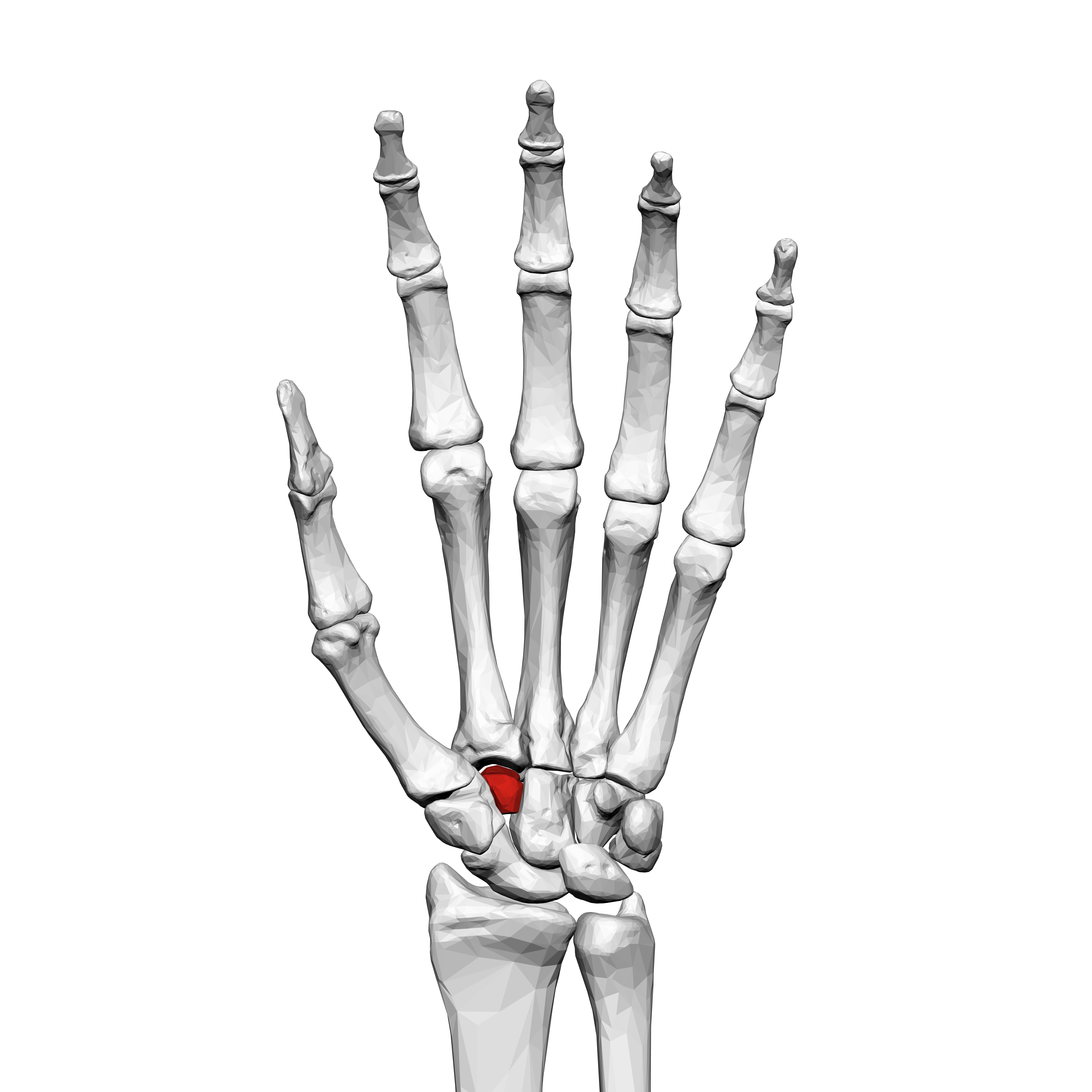

小菱形骨（しょうりょうけいこつ）（羅名trapezoideum　Os,trapezoideum）とは、四肢動物の前肢を構成する短骨の一つである。
ヒトの小菱形骨は、左右の手に1本ずつ存在し大菱形骨、有頭骨、有鈎骨とともに遠位手根骨を構成している。

## 小菱形骨と関節する骨
- 第2中手骨、有頭骨、舟状骨、大菱形骨

## 小菱形骨から起始する筋肉
- 母指内転筋
- 短母指屈筋